# Carl Bechem (Unternehmer)
Carl Bechem (* 24. Dezember 1806 in Elberfeld bei Wuppertal; † 9. Januar 1891 in Hagen) war ein deutscher Unternehmer, Kaufmann und Erfinder. Mit der Gründung der ersten deutschen Ölfabrik Bechem & Middelmann legte er 1834 den Grundstein für die heutige Carl Bechem GmbH.

## Leben und Familie
Bechem wurde als Sohn des Maklers Johann Abraham Bechem und dessen Frau Maria Wilhelmina Clemer in Elberfeld (Stadtteil des heutigen Wuppertals) geboren. Carl Bechem absolvierte nach seiner Schulzeit eine kaufmännische Ausbildung in einem Textilunternehmen im Elberfelder Industriebezirk. 1828 siedelte er nach Hagen um. 1834 gründete er mit seinem Partner Middelmann die Firma Bechem & Middelmann.
Am 29. April 1839 heiratete Carl Bechem die fünf Jahre jüngere Luise Marie Hueck aus Lüdenscheid, Tochter des Pfarrers Bernhard Hueck. Aus der Ehe gingen acht Kinder hervor: Marie Luise Bechem (* 31. März 1840; † 29. Mai 1894), Carl Bechem (* 13. November 1841; † 15. August 1870), Otto Bechem (* 21. August 1843; † 31. Januar 1846), Hermann Gustav Bechem (* 13. Juni 1845; † 5. Mai 1888), Emma Bechem, (* 30. Mai 1847; † 30. Juni 1930), Anna Bechem (* 6. August 1849; † 13. Januar 1898), Adolf Bechem (* 17. Februar 1852; † 11. Juli 1904), Ernst Wilhelm Bechem (* 8. Oktober 1854; † 29. Januar 1922).
Neben der Tätigkeit als Unternehmer bekleidete Carl Bechem Funktionen wie die des Stadtverordneten, des Ratsherrn und die des Abgeordneten Hagens (1868–1873), der die Interessen der Stadt im Provinziallandtag vertrat. Dank seiner Beziehungen zu Ferdinand Elbers, Jurist und Hagener Bürgermeister (1837–1849), konnte er vieles für Hagen bewegen. Mehr als 40 Jahre gehörte er dem Kuratorium der Gewerbeschule beziehungsweise der späteren Maschinenbauschule an. Mit anderen Hagener Bürgern gründete er die Hagener Töchterschule, aus der sich zwei städtische Gymnasien entwickelten. Eine lange Zeit bekleidete Carl Bechem zudem das Amt des Armenpräses und amtierte als Repräsentant der evangelischen Kirchengemeinde.
In der Zeit der deutschen Revolution 1848/49 wurde er in den Sicherheitsausschuss der Stadt Hagen berufen und war Mitunterzeichner eines Aufrufs an die Bürger am 12. Mai 1849, in dem der Sicherheitsausschuss an die Bürger appellierte, dem Widerstand Preußens gegen die Einigkeit Deutschlands sowie gegen die Erlassung einer einheitlichen Verfassung weiterhin entgegenzutreten.
Der Deutsch-Französische Krieg 1870/71 forderte 30 Todesopfer von Soldaten, die Hagen gestellt hatte. Zu ihnen gehörte auch der 1841 erstgeborene Sohn Carl Bechem junior.
Die Familiengeschichte und der Familienstammbaum von Carl Bechem sind eng mit den Geschichten vieler weiterer bekannter Hagener Familien und Unternehmer verbunden und verflochten, so zum Beispiel mit den Familien Altenloh, Funcke, Osthaus und Söding.
Der Name Bechem hat auch bei anderen Industrieanwendungen als die der Schmierstoffherstellung Popularität erreicht und war häufig mit Erfindergeist verbunden: Carl Bechems Sohn Adolf erfand die Niederdruckdampfheizung, die zum ersten Mal in Carl Bechems Fabrik zum Einsatz kam. Carl Bechems Neffe August Johann Friedrich Bechem lernte in der Hagener Gewerbeschule, deren Kuratorium Carl Bechem angehörte. Nach der Funktion des technischen Leiters im Hagener Unternehmen Funcke und Elbers gründete August Johann Friedrich Bechem 1862 mit Theodor Keetman das Unternehmen Bechem und Keetman, das sich mit der Herstellung von großen Werftkranen international einen Namen machte und später in der weltbekannten Deutschen Maschinenfabrik AG (DEMAG) aufging.
1884 feierte Carl Bechem seinen 78. Geburtstag, das Unternehmen sein 50. Jubiläum. Seine beiden Söhne Hermann Gustav und Ernst Wilhelm waren nun ebenfalls in der Firma tätig.
Nach dem Tod von Carl Bechem übernahm sein jüngster Sohn Ernst Wilhelm die Ölfabrik als alleiniger Inhaber. Ernst Wilhelm Bechem war verheiratet mit Camille Marie Antoinette van Herlé aus Brüssel und hatte mit ihr drei Kinder. Mit seinem Bruder Hermann Gustav hatte er schon mehrere Jahre im Betrieb an Carl Bechems Seite gearbeitet und war damit auf die Übernahme von unternehmerischer Verantwortung vorbereitet.